# Protein-O-Mannosyltransferase 2
Protein-O-Mannosyltransferase 2 (POMT2) ist ein Enzym bei Eukaryoten, dass zur Gruppe der Glykosyltransferasen gehört. Es wird durch das POMT2-Gen kodiert, das beim Menschen auf dem langen Arm von Chromosom 14 (14q24.3) lokalisiert ist. Mutationen an diesem Gen können zu seltenen Erbkrankheiten führen. POMT2 ist an der so genannten O-Glykosylierung von Proteinen beteiligt.
Das Enzym ist als „Multipass“-Transmembranproteinen in der Lipiddoppelschicht des endoplasmatischen Retikulums verankert und wird in zahlreichen Zellen gebildet (exprimiert).

## Funktion
POMT2 kann nur enzymatisch aktiv werden, wenn es als Proteinkomplex mit einer weiteren Glykosyltransferase, der Protein-O-Mannosyltransferase 1 (POMT1), vorliegt. POMT1 und POMT2 katalysieren zusammen die Bindung des Zuckers Mannose über eine O-glykosidische Bindung an die Serin/Threonin-Seitenketten des Proteins (Mannosylierung). Dies ist ein wichtiger Schritt in der posttranslationalen Modifikation von Proteinen.

## Medizinische Bedeutung
Bei Säugetieren werden O-Mannosylglykane vor allem im α-Dystroglykan gefunden. α-Dystroglykan ist ein wichtiger Bestandteil des Dystrophin-Glykoprotein-Komplexes in Muskel- und Nervenzellen, der der Verbindung des Zytoskelett mit der extrazellulären Matrix dient. Durch Mutationen im POMT1-Gen oder POMT2-Gen ist die O-Glykosylierung des α-Dystroglykans gestört, so dass es zu Erkrankungen kommen kann. Es sind mehrere zur Gruppe der Dystroglykanopathien gehörende Erkrankungen bzw. Phänotypen bekannt, die mit Mutationen im POMT2-Gen assoziiert sind:
- die kongenitalen Muskeldystrophien POMT1-assoziiertes Walker-Warburg-Syndrom und POMT2 assoziierte Muskel-Auge-Gehirn-Krankheit[5][6][7],
- die kongenitale Muskeldystrophie-Dystroglykanopathie mit mentaler Retardierung Typ B2 (MDDGB2)[8] und
- die Gliedergürteldystrophie 2N (LGMD2N)[9].